# 馬爾什冰川
馬爾什冰川（英語：Marsh Glacier）是南極洲的冰川，全長110公里，從南極高原向北流經米勒嶺和伊麗莎白女王嶺，最終注入尼姆羅德冰川，該冰川由新西蘭探險隊發現。